# الكسندر هاميلتون (قسيس)
الكسندر هاميلتون (بالإنجليزية: Alexander Hamilton)‏ هو قسيس أمريكي، ولد في 9 سبتمبر 1847 في Setauket-East Setauket ‏ في الولايات المتحدة، وتوفي في 3 يونيو 1928 في ويستبورت (كونيتيكت) في الولايات المتحدة.